# Бельгия на зимних Олимпийских играх 1952
Бельгия принимала участие в Зимних Олимпийских играх 1952 года в Осло (Норвегия) в шестой раз за свою историю, но не завоевала ни одной медали. Сборную составляли 9 спортсменов (все — мужчины), которые соревновались в 3 видах спорта.
Самым молодым участником сборной был 21-летний Шарль Де Соргер, самым старшим — 42-летний саночник Марсель Леклеф.

## Результаты
Лучшим результатом бельгийской сборной стало 6 место в бобслее.

### Бобслей
| Сани  | Спортсмены                       | Соревнование     | 1 заезд | 1 заезд | 2 заезд | 2 заезд | 3 заезд | 3 заезд | 4 заезд | 4 заезд | Итог    | Итог  |
| Сани  | Спортсмены                       | Соревнование     | Время   | Место   | Время   | Место   | Время   | Место   | Время   | Место   | Время   | Место |
| ----- | -------------------------------- | ---------------- | ------- | ------- | ------- | ------- | ------- | ------- | ------- | ------- | ------- | ----- |
| BEL-1 | Марсель Леклеф Альберт Кастелинс | Двойки (мужчины) | 1:22.09 | 3       | 1:23.69 | 6       | 1:22.94 | 6       | 1:23.79 | 7       | 5:32.51 | 6     |
| BEL-2 | Шарль Де Соргер Андре де Вульф   | Двойки (мужчины) | 1:29.49 | 16      | 1:29.00 | 18      | 1:29.29 | 18      | 1:30.50 | 18      | 5:58.28 | 18    |

### Горнолыжный спорт
Соревнования прошли с 14 по 20 февраля, они одновременно считались соревнованиями 12-го чемпионата мира по горнолыжному спорту. Впервые в программу был введён гигантский слалом. Соревнования по гигантскому слалому и скоростному спуску прошли в Крёдсхераде, по обычному слалому — на холме Рёдклейв. Бельгию представляли братья Денис и Мишель Ферон.
Мужчины
| Спортсмены               | Соревнование      | 1 спуск | 1 спуск | 2 спуск       | 2 спуск       | Итог          | Итог          |
| Спортсмены               | Соревнование      | Время   | Место   | Время         | Место         | Время         | Место         |
| ------------------------ | ----------------- | ------- | ------- | ------------- | ------------- | ------------- | ------------- |
| Дениc Люсьен Эмиль Ферон | Скоростной спуск  |         |         |               |               | 3:36.5        | 63            |
| Мишель Ферон             | Скоростной спуск  |         |         |               |               | 3:31.5        | 61            |
| Дениc Люсьен Эмиль Ферон | Гигантский слалом |         |         |               |               | 3:19.2        | 73            |
| Мишель Ферон             | Гигантский слалом |         |         |               |               | 3:14.0        | 69            |
| Мишель Ферон             | Слалом            | 1:27.0  | 73      | не участвовал | не участвовал | не участвовал | не участвовал |
| Дениc Люсьен Эмиль Ферон | Слалом            | 1:21.1  | 65      | не участвовал | не участвовал | не участвовал | не участвовал |

### Конькобежный спорт

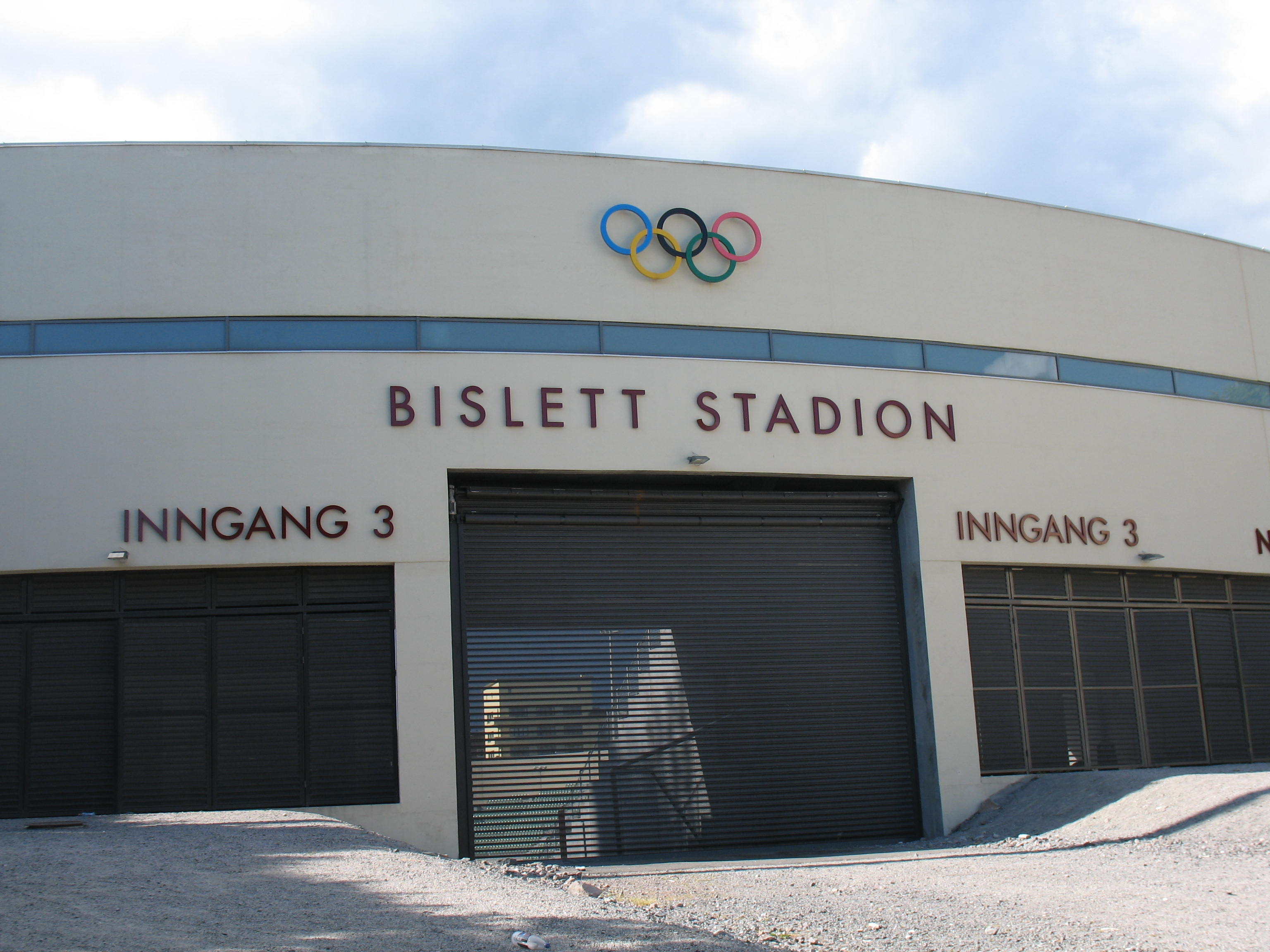
Стадион «Бислетт»

Соревнования проводились с 16 по 19 февраля на катке «Бислетт». Было разыграно 4 комплекта медалей на дистанциях 500 м, 1500 м, 5000 м и 10000 м. Соревновались только мужчины.
Мужчины
| Дистанция | Спортсмен      | Забег  | Забег |
| Дистанция | Спортсмен      | Время  | Место |
| --------- | -------------- | ------ | ----- |
| 500 м     | Жан Массез     | 49.2   | 39    |
| 500 м     | Робер Лабубе   | 47.2   | 35    |
| 1500 м    | Жан Массез     | 2:43.8 | 39    |
| 1500 м    | Робер Лабубе   | 2:36.4 | 37    |
| 5000 м    | Пьер Хёйлебрук | 9:34.4 | 35    |